# Public switched telephone network
Public switched telephone network (PSTN) (på dansk: offentligt telefonnet med omkobling) er det almindelige telefonnet. Nettet baserer sig på omkobling af telefonlinjer. Dette foregik oprindeligt med mekaniske centraler, hvor samtalen blev overført rent analogt. I dag er nettet digitaliseret undtagen forbindelserne til de analoge telefoner. Desuden er der koblet mobiltelefoner og diverse digitale forbindelser som ISDN og IP-telefoni til.